# Église Notre-Dame-de-Compassion de Paris
Pour les articles homonymes, voir Notre-Dame-de-la-Compassion.
L'église Notre-Dame-de-Compassion est un lieu de culte catholique situé place du Général-Kœnig (porte des Ternes) dans le 17e arrondissement de Paris (jusqu'en 1929 sur le territoire de la commune de Neuilly-sur-Seine).
Le bâtiment est classé au titre des monuments historiques depuis le 21 janvier 1929.
Ce site est desservi par la station de métro Porte Maillot.

## Le lieu de culte
Cette église est le seul lieu de culte de la paroisse catholique « Notre-Dame-de-Compassion » au sein de l'archidiocèse de Paris dont le presbytère est situé 2, boulevard d’Aurelle-de-Paladines dans le 17e arrondissement de Paris.
La paroisse a la particularité d'accueillir une communauté espagnole, la messe du samedi soir est dite en langue espagnole, autour de la vierge de Rocio, le pèlerinage d'El Rocío étant le plus important pèlerinage d'Espagne. Cette vierge est vêtue d'habits créés par le couturier Yves Saint-Laurent, qui ont été exposés en 2018 au Metropolitan Museum of Art,.

## Historique

### Origine

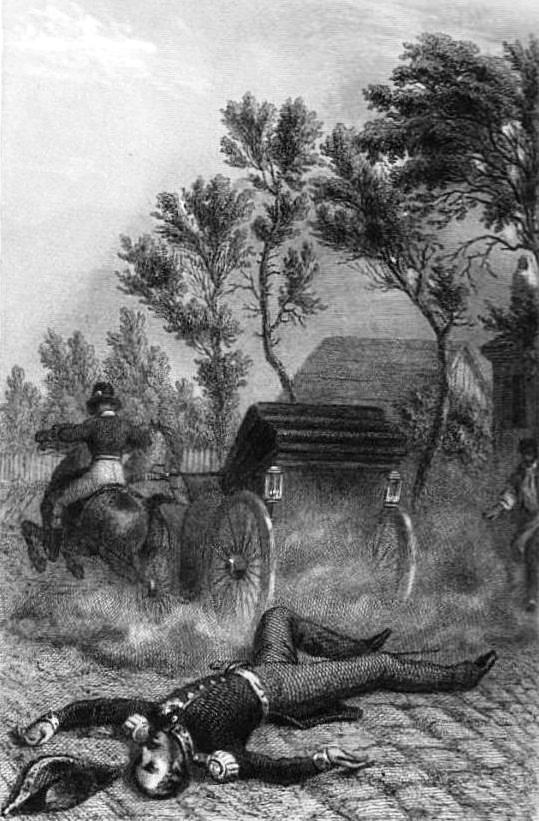
Mort du duc d'Orléans.

La chapelle Saint-Ferdinand, dénommée à partir de mars 1843 « Notre-Dame-de-Compassion », est construite à partir de 1842 selon les plans de l'architecte du roi Pierre-François-Léonard Fontaine, à l'emplacement de la maison où mourut le prince Ferdinand-Philippe d'Orléans, fils aîné du roi Louis-Philippe, à la suite d'un accident de voiture le 13 juillet 1842
Ce jour-là, le prince royal de France quitte le palais des Tuileries dans sa calèche attelée de deux chevaux, pour saluer ses parents au château de Neuilly avant de partir pour Saint-Omer inspecter son régiment. À l'extrémité de la route des Ternes (place de la Porte-des-Ternes), il ordonne au postillon de prendre la rue de la Barrière-du-Roule (de Sablonville) au lieu de la route de la Révolte (boulevard Pershing), ainsi qu'il en a l'habitude. Les chevaux se cabrent, puis s'emballent ; le duc saute sur la route, mais tombe si violemment qu'il se fracture le crâne. Transporté inanimé dans l'arrière-boutique de l'épicerie Cordier, au no 4 de la route de la Révolte, l'héritier du trône, âgé de 32 ans, expire quelques heures plus tard, en présence de toute la famille royale alertée.

### Construction

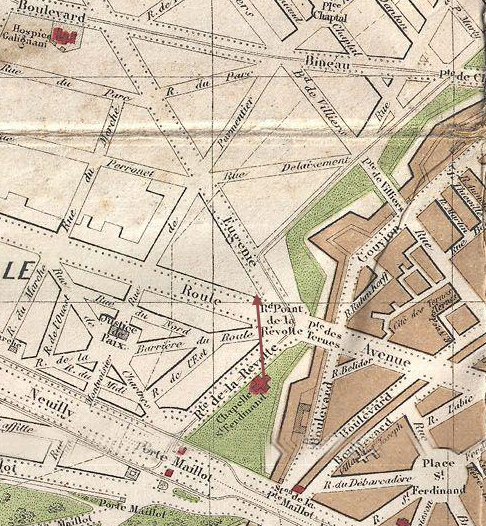
Plan de 1894 présentant l'emplacement de la chapelle, sur lequel a été ajouté le tracé du déplacement en 1974.

Le corps de Ferdinand Philippe d'Orléans est transféré dans les caveaux de la chapelle royale de Dreux — la nécropole de la famille d'Orléans — et une petite chapelle est élevée à la demande de la reine Marie-Amélie, en 1842-1843, à l'emplacement de la maison de l'épicier Cordier, devant le bastion no 50 de l'enceinte de Thiers (à l'emplacement de l'actuel Palais des congrès de la Porte Maillot),.
Le roi Louis-Philippe charge Camille de Montalivet, intendant de la Liste civile, d'acquérir les terrains. La maison de l'épicerie Cordier est achetée 110 000 francs. Une chapelle et une maison pour la famille d'Orléans, un chapelain et un vicaire sont construites sur le terrain. Le terrain avait appartenu à Louis-Philippe, qui l'avait autrefois échangé afin d'agrandir le parc du château de Neuilly.
Cette chapelle — appelée alors la chapelle Saint-Ferdinand — est construite, en forme de croix et dans un style néo-byzantin rappelant celle des anciens tombeaux, selon les plans de l'architecte Pierre Fontaine, les travaux étant dirigés par son élève Pierre-Bernard Lefranc.
La décoration est confiée à des artistes proches du prince et de sa famille. Les vitraux, dont les cartons préparatoires sont conservés au musée du Louvre, sont dessinés par Ingres qui donne les visages du roi et de la reine aux deux figures de saints et sainte. Le cénotaphe est dessiné par Ary Scheffer, professeur de dessin des enfants de la famille d'Orléans, et sculpté par Henry de Triqueti. Il représente le duc d'Orléans au moment de ses derniers instants, agonisant en uniforme sur un lit dans l'épicerie Cordier. L'ange placé derrière la tête du duc avait été dessiné par la princesse Marie d'Orléans, récemment disparue elle aussi. La Pietà située au-dessus de l'autel est sculptée par Triqueti d'après un dessin d'Ary Scheffer. Les visages de la Vierge et de Jésus seraient ceux de la reine Marie-Amélie et du duc d'Orléans. À côté, une colonne brisée porte la date du 13 juillet 1842 avec les initiales F.P.O.. La reine Marie-Amélie, qui a tenu à ce que l'autel de la Vierge soit installé à l'endroit précis où son fils est mort, brode trois Prie-Dieu.
Les bâtiments extérieurs sont tendus de noirs. Ils comportent deux pendules, une marquant l'heure de l'accident, 11h 50, et une celle de la mort, 16h.
Le jardin est planté de quelques arbres protégeant la vue et clos de deux grilles. Il est placé sous la garde de l'épicier Cordier, qui est promu gardien de la chapelle royale.
L’archevêque de Paris, Mgr Denys Affre, consacre l’édifice le 11 juillet 1843 en présence de la famille royale.

### Depuis 1870
Pendant la guerre franco-allemande de 1870, la chapelle située dans une zone non ædificandi est menacée de destruction. Elle est sauvée par le général François de Chabaud-Latour, ancien officier d'ordonnance du duc d'Orléans, mais les annexes sont démolies par le génie afin de faciliter la défense militaire de Paris.
La chapelle est classée monument historique en 1929.
Lors de la construction du boulevard périphérique de Paris à la fin des années 1960, l'édifice est déplacé d'une centaine de mètres sur décision d'André Malraux en 1968, et reconstruit pierre par pierre au no 25 du boulevard Pershing, sur la place du Général-Kœnig à la porte des Ternes. Les travaux effectuées en 1970-1971 fragilisent l'édifice, entraînant une restauration dès 1974.
À cette occasion, Henri d'Orléans (1908-1999), « comte de Paris », la Chambre de commerce et d'industrie de Paris et l'archevêché s'entendent pour installer sous la chapelle une grande crypte et plusieurs locaux, ce qui permet au cardinal Jean-Marie Lustiger, archevêque de Paris, d'ériger la chapelle en paroisse ; ce qu'il fait le 31 octobre 1993 sous le vocable de Notre-Dame de Compassion,.

## Extérieur
L'église présente un plan en forme de croix grecque.

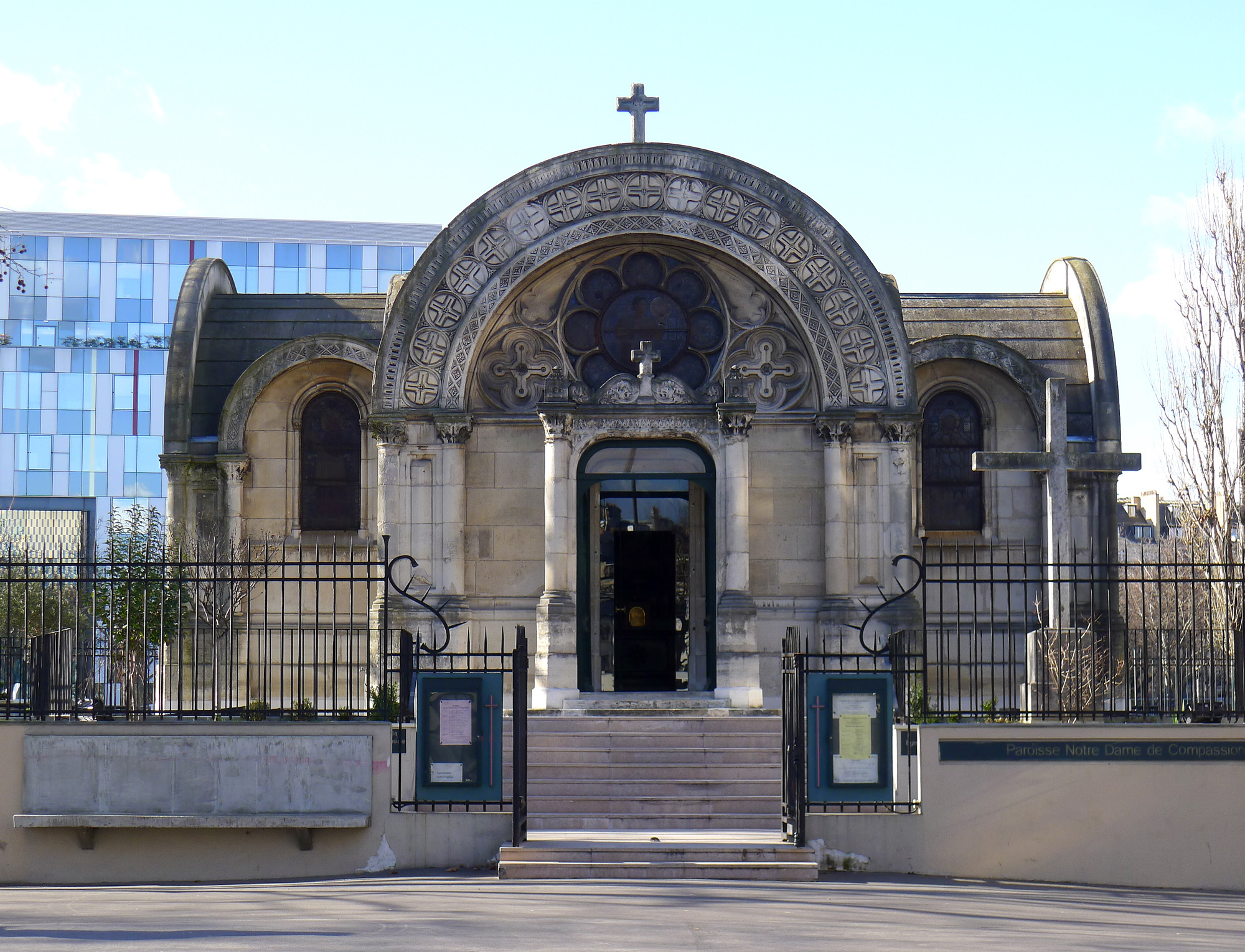
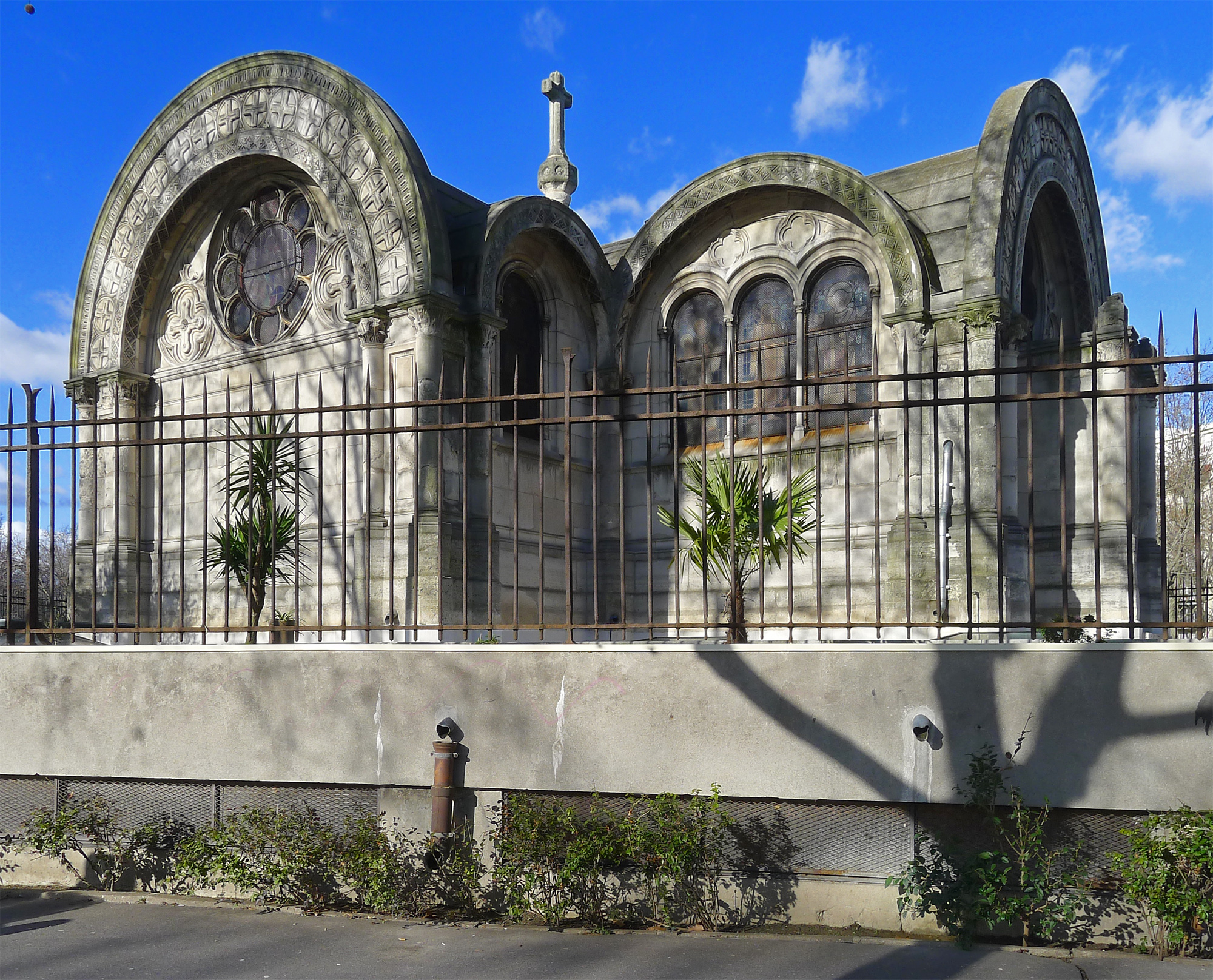

## Intérieur
L'intérieur de cette église est richement doté. On peut y voir notamment :
- le cénotaphe du prince Ferdinand-Philippe d'Orléans sculpté dans le marbre en 1842 par Henri de Triqueti d'après les dessins d'Ary Scheffer. Le prince, de grandeur naturelle, revêtu de l'uniforme d'officier général, est étendu sur un matelas comme il l'était au moment de sa mort[16] ;
- le tabernacle de l'autel de la Vierge de cette chapelle était situé à l'endroit même où reposait la tête du duc lorsqu'il expira ;
- un ange en prière, l'une des dernières œuvres de la princesse Marie d'Orléans (1813-1839) ;
- des vitraux[17] réalisés à Sèvres d'après des cartons d'Ingres, conservés au musée du Louvre[18],[19]. Ces superbes vitraux représentent sous les traits de leurs saints patrons, les membres de la famille d'Orléans[14] ;
- une Pietà par Henry de Triqueti.

sculptures
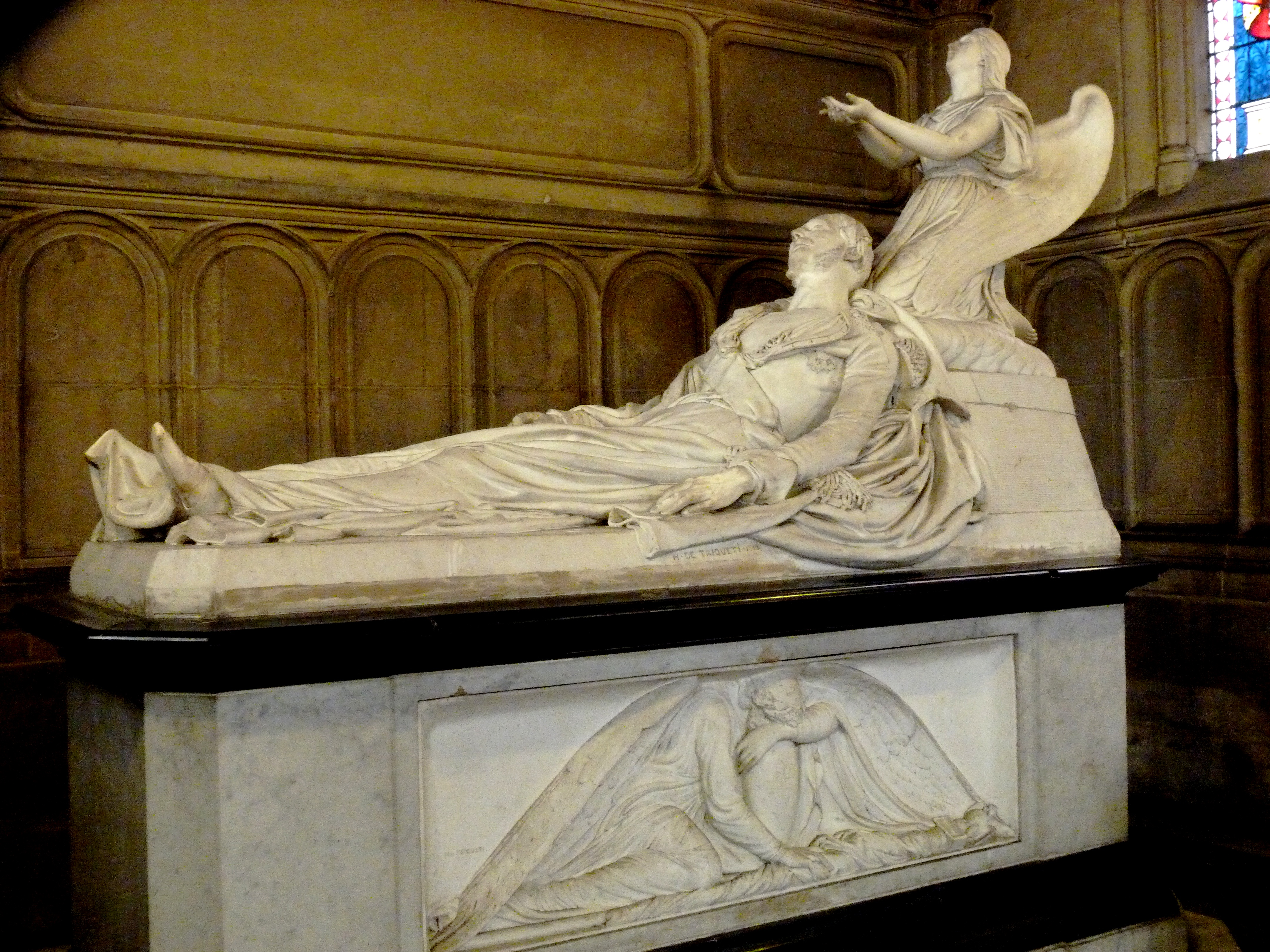
Cénotaphe du prince d'Orléans (Triqueti).
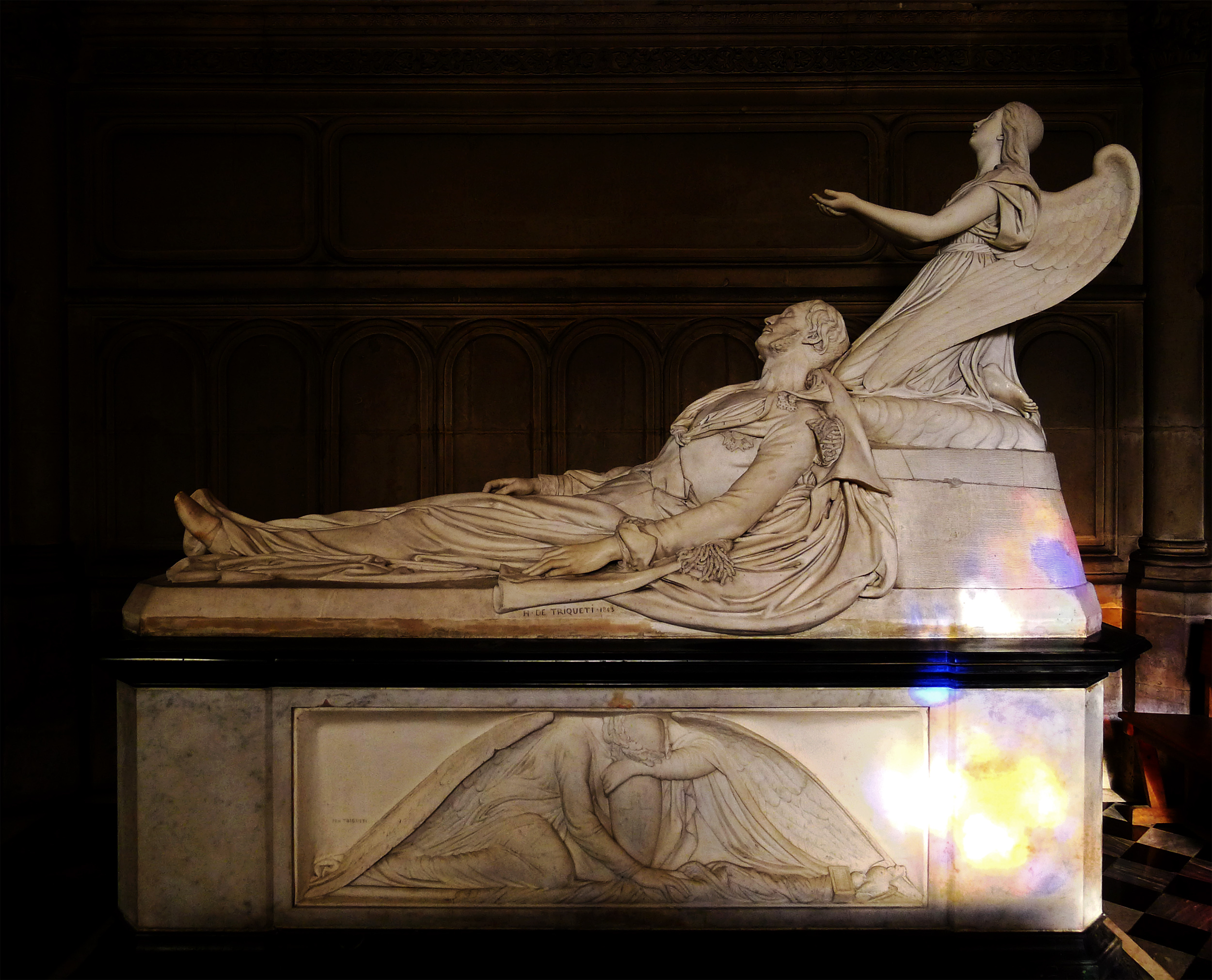
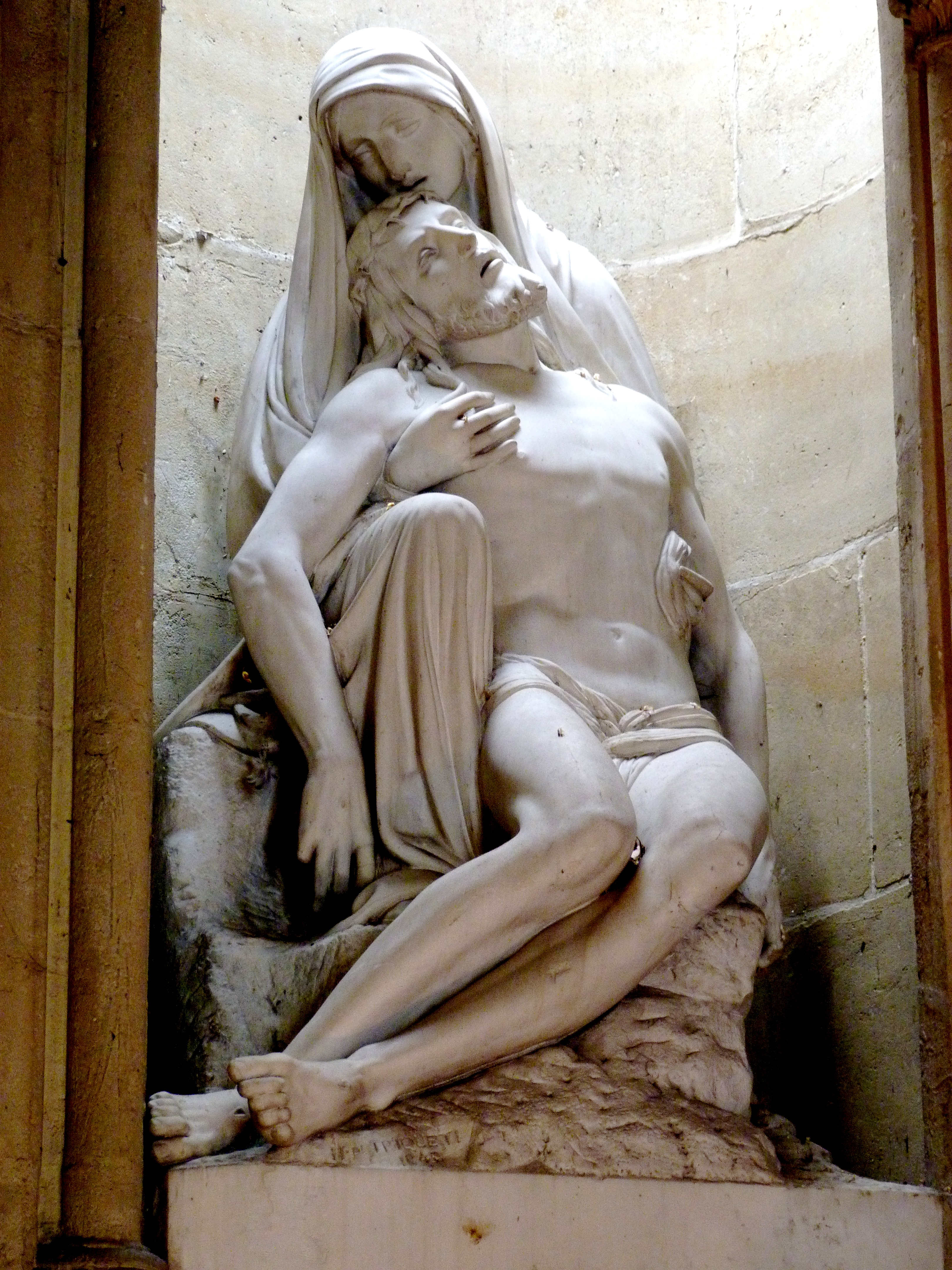
Descente de croix (Triqueti).
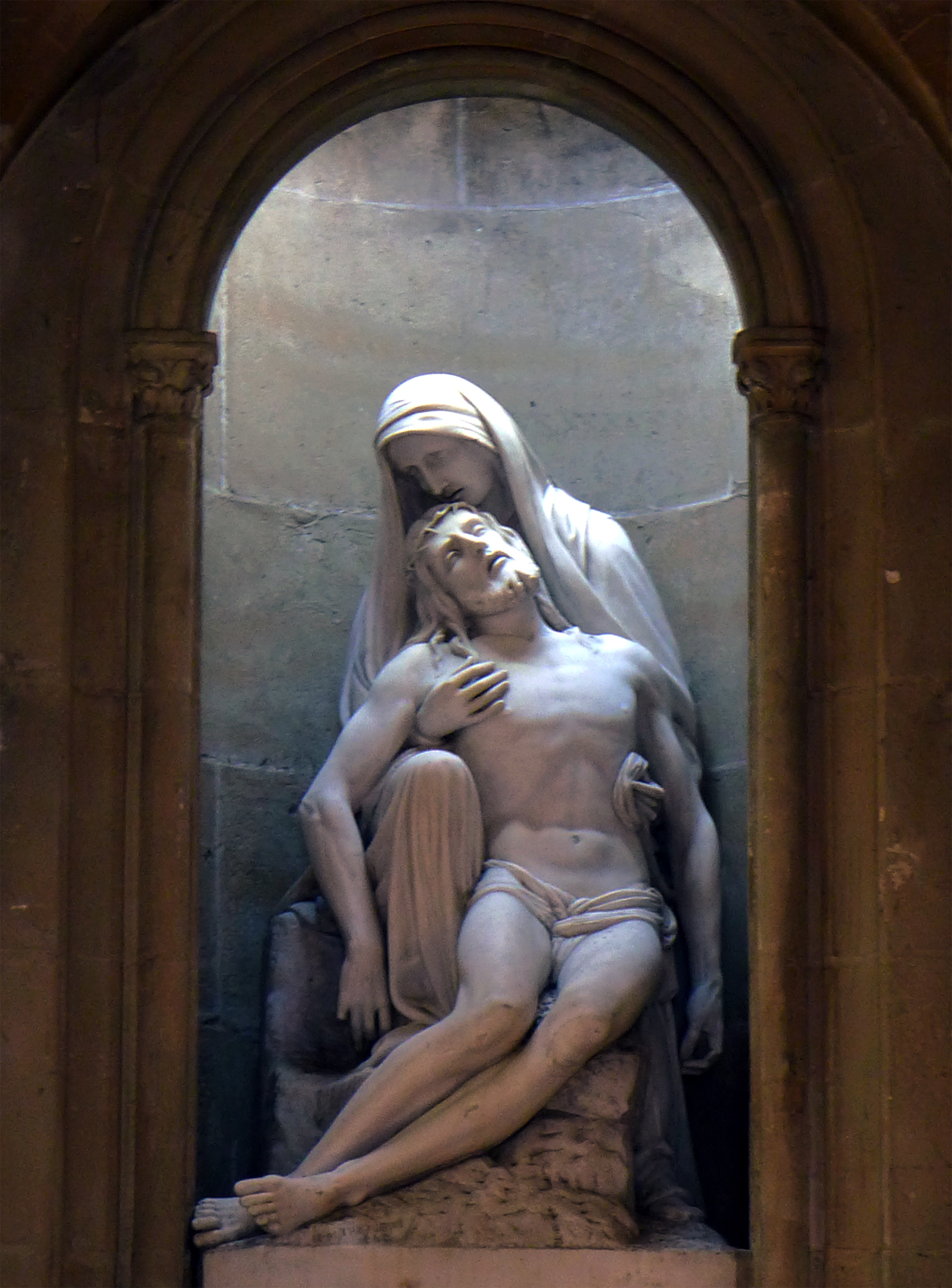

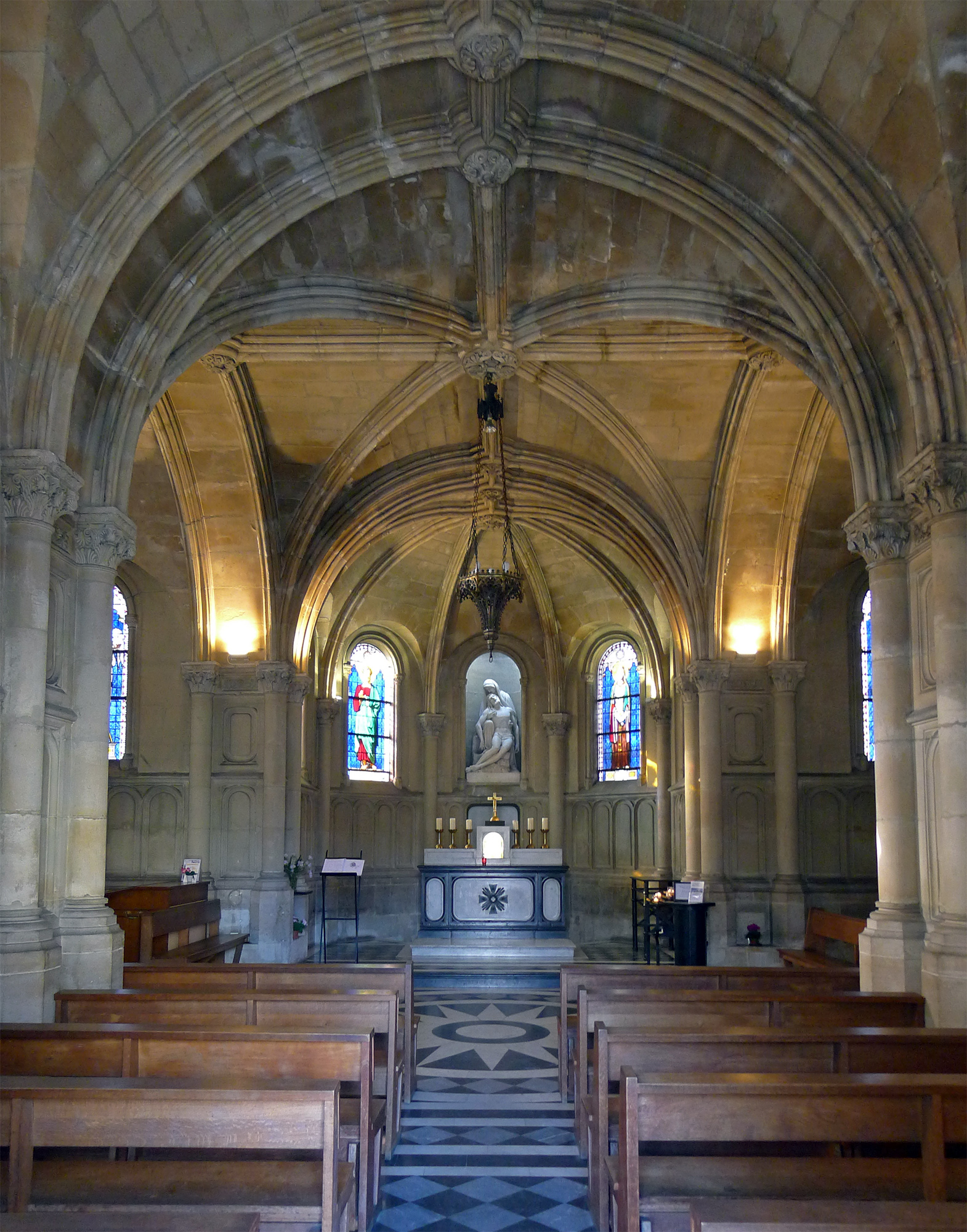
Nef, côté chœur.
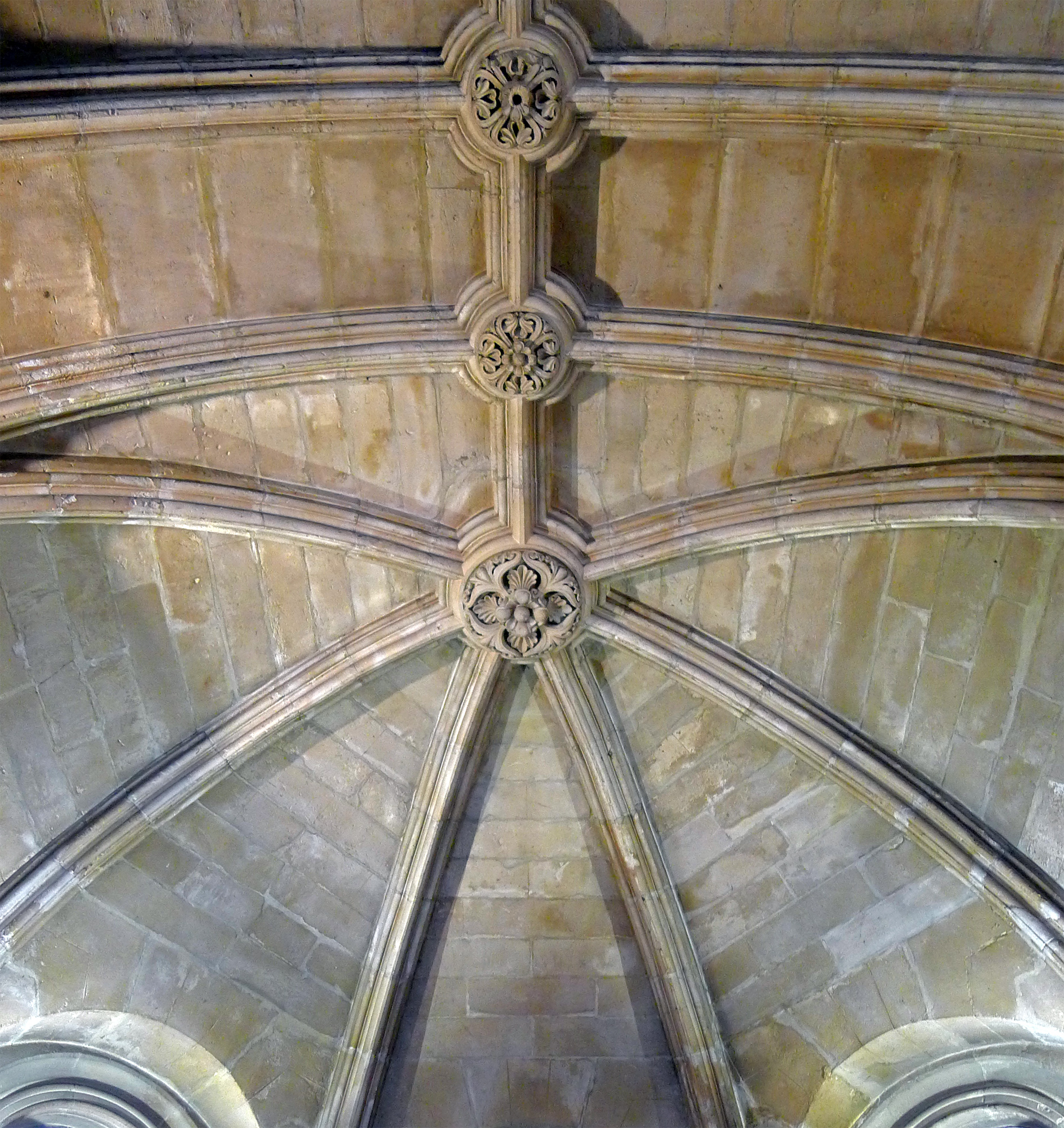
Détail de la voute.
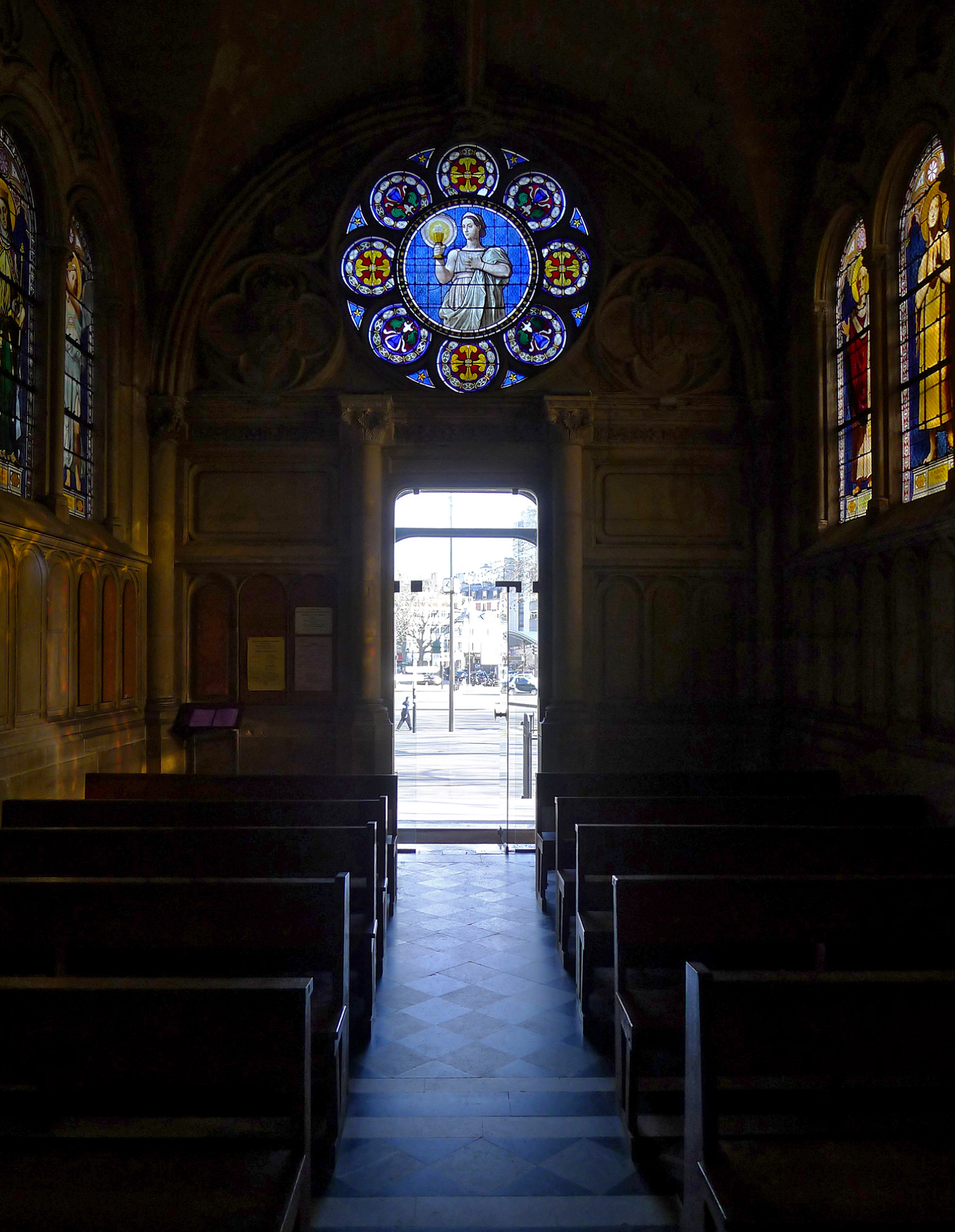
Nef, côté entrée.
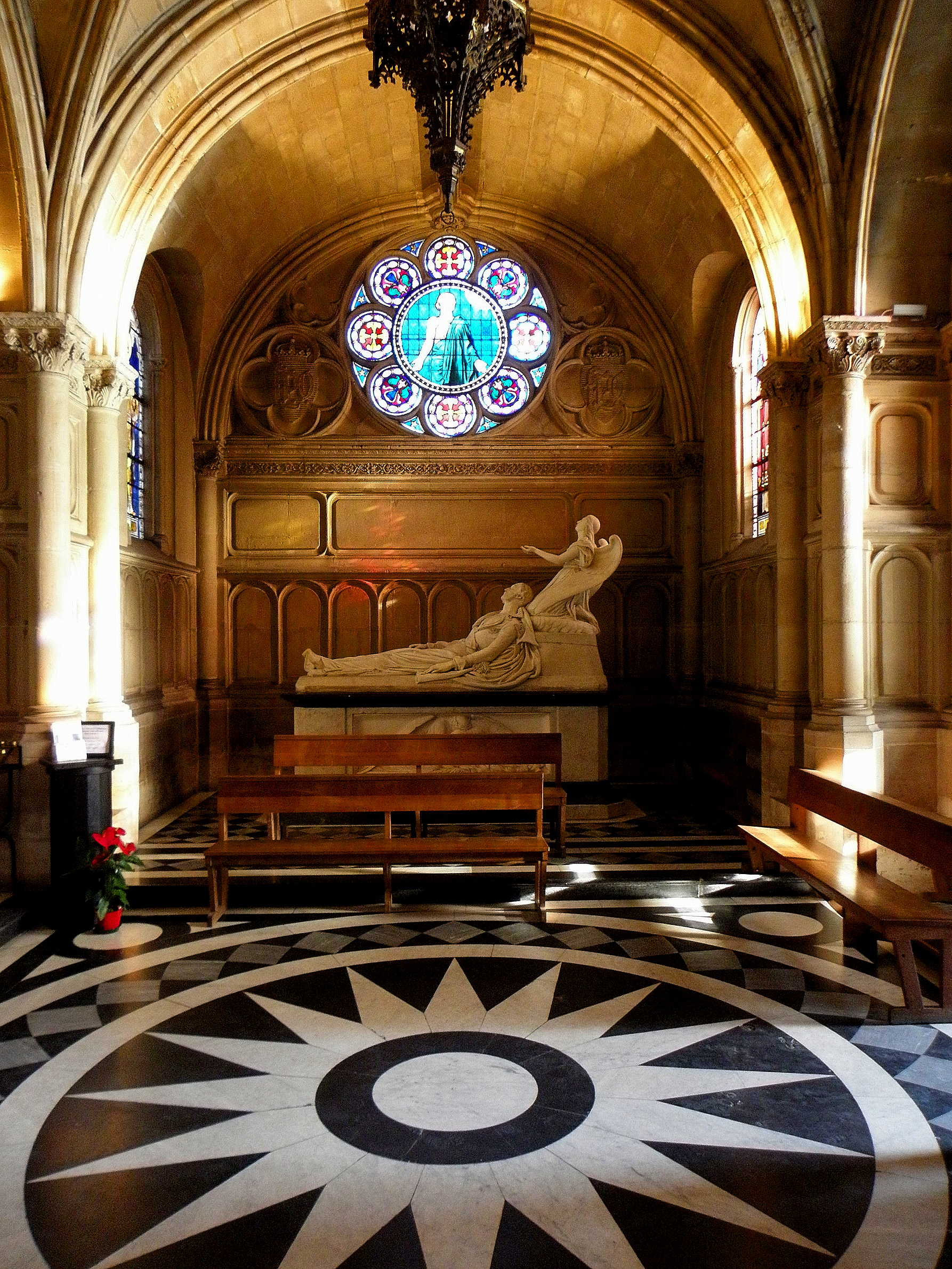
Chapelle royale Saint-Ferdinand.

### Vitraux d'Ingres

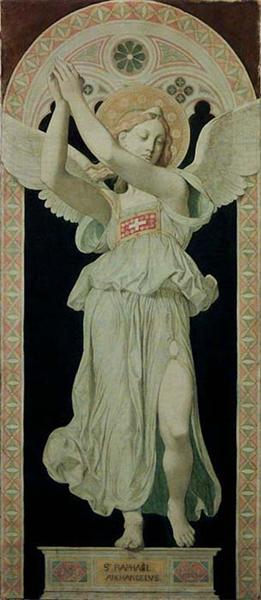
Carton de l'archange Raphäel, musée du Louvre.

#### Histoire
Louis-Philippe commande dix-sept cartons pour la chapelle dès la mort de son fils ainé, à la demande personnelle de la reine Marie-Amélie. Contrairement à son habitude, l'artiste, ému par le drame familial et touché par la confiance royale, exécute très rapidement les cartons préparatoires grandeur nature qu'il doit fournir à la manufacture de Sèvres pour être reproduits à l'échelle exacte.
Dès le 12 juillet 1842, Camille de Montalivet, intendant de la Liste civile, envoie à Alexandre Brongniart, directeur de la manufacture de Sèvres, la liste de douze vitraux représentant les saints patrons de la famille royale, ajoutant quelques jours plus tard les rosaces de trois Vertus théologales. Le 26 juillet, il lui indique qu'Ingres est chargé d'exécuter les cartons, puis deux jours plus tard, indique à l'artiste la liste de douze saints qui doivent figurer en pied dans la chapelle. In fine, quatorze figures sont réalisées.
Ingres exécute plusieurs études de nu pour chacune des figures en pied, puis les habille de costumes historiques, réduisant la taille des attributs. Il suit ensuite attentivement l'exécution des vitraux. Il reçoit l'importante somme de 15 000 francs et une garniture de cheminée de la manufacture de Sèvres pour les cartons.

#### Iconographie
Les saints choisis pour la chapelle sont :
- saint Louis, patron de la famille royale de France, de Louis d'Orléans (1814-1896), duc de Nemours et frère du duc d'Orléans, et de Louis Philippe d'Orléans (1838-1894), comte de Paris , fils ainé du prince royal et héritier du trône ;
- saint Philippe, patron du roi Louis-Philippe ;
- sainte Amélie, reine de Hongrie, patronne de la reine ;
- sainte Hélène, patronne de la princesse royale Hélène de Mecklembourg-Schwerin, veuve du duc d'Orléans ;
- saint Robert, patron du duc de Chartres, Robert d'Orléans, fils cadet du duc d'Orléans ;
- saint François, patron du duc de Joinville, François d'Orléans (1818-1900), frère du duc d'Orléans ;
- saint Henri, patron du duc d'Aumale, Henri d'Orléans, frère du duc d'Orléans ;
- saint Antoine, patron du duc de Montpensier, Antoine d'Orléans (1824-1890), frère du duc d'Orléans ;
- saint Charles, patron de la reine des Belges Louise Marie Thérèse Charlotte d'Orléans, sœur du duc d'Orléans, et de Charles d'Orléans (1820-1828), duc de Penthièvre ;
- saint Clément, patron de la princesse Clémentine d'Orléans, sœur du duc d'Orléans  ;
- sainte Adélaïde, patronne d'Adélaïde d'Orléans (1777-1847), sœur de Louis-Philippe ;
- sainte Rosalie, patronne de Palerme, ville natale du prince royal[23]
- saint Ferdinand.

L'archange Raphaël fait référence au second prénom du duc de Nemours, Louis d'Orléans, mais aussi au peintre Raphaël, révéré par Ingres, pour lequel il reprend les traits du prince royal.

#### Analyse
Ingres représente les saints patrons sous les traits des princes eux-mêmes, une conjonction heureuse entre l'art du portrait, dans lequel il excelle, et la peinture d'histoire, son objectif suprême. Pour saint Philippe et saint Ferdinand, Ingres reprend une étude pour le visage de Louis-Philippe (collection privée), réalisant un portrait ressemblant ; les autres figures sont moins ressemblantes.

Vitraux
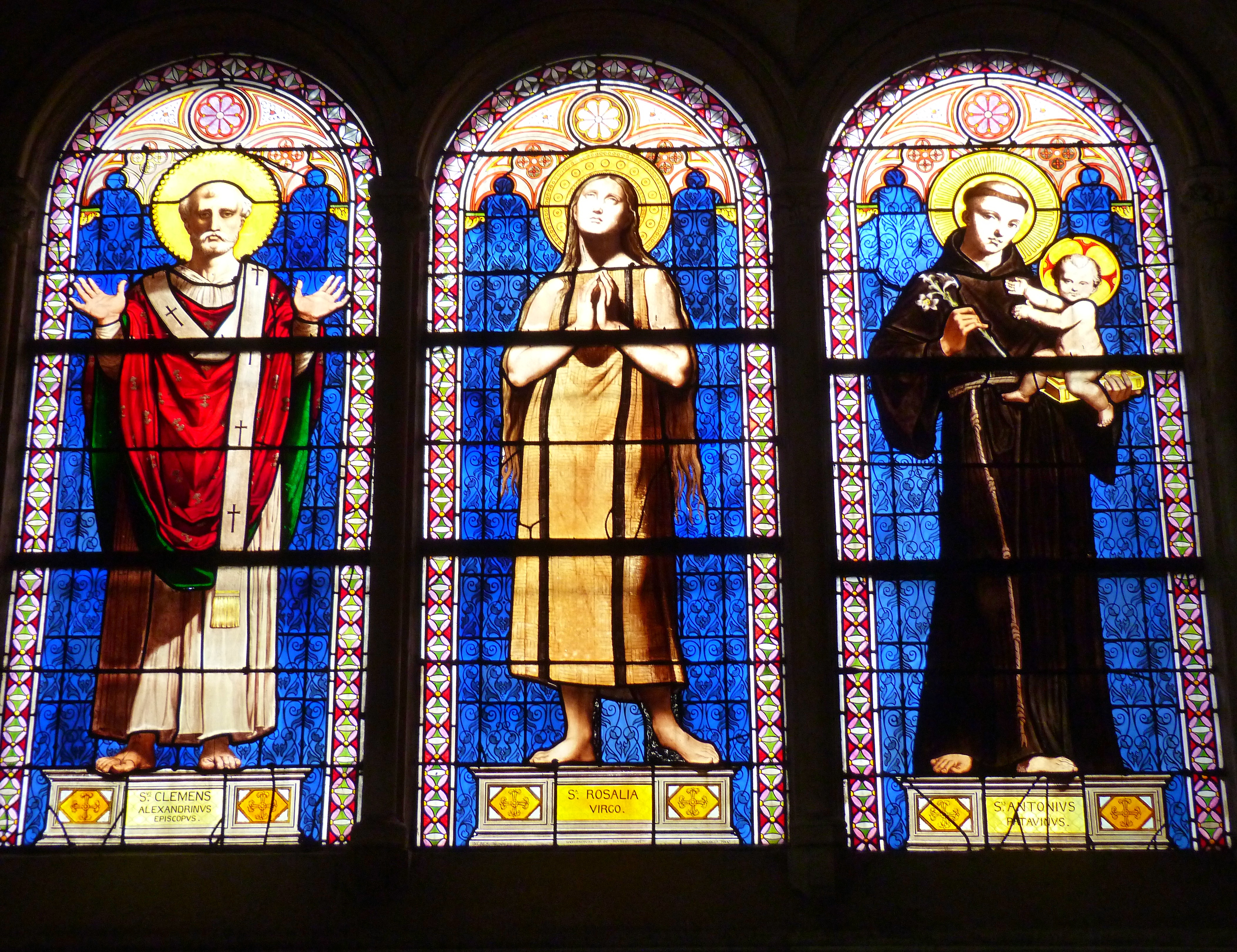
Saints patrons de la famille d'Orléans (Ingres).
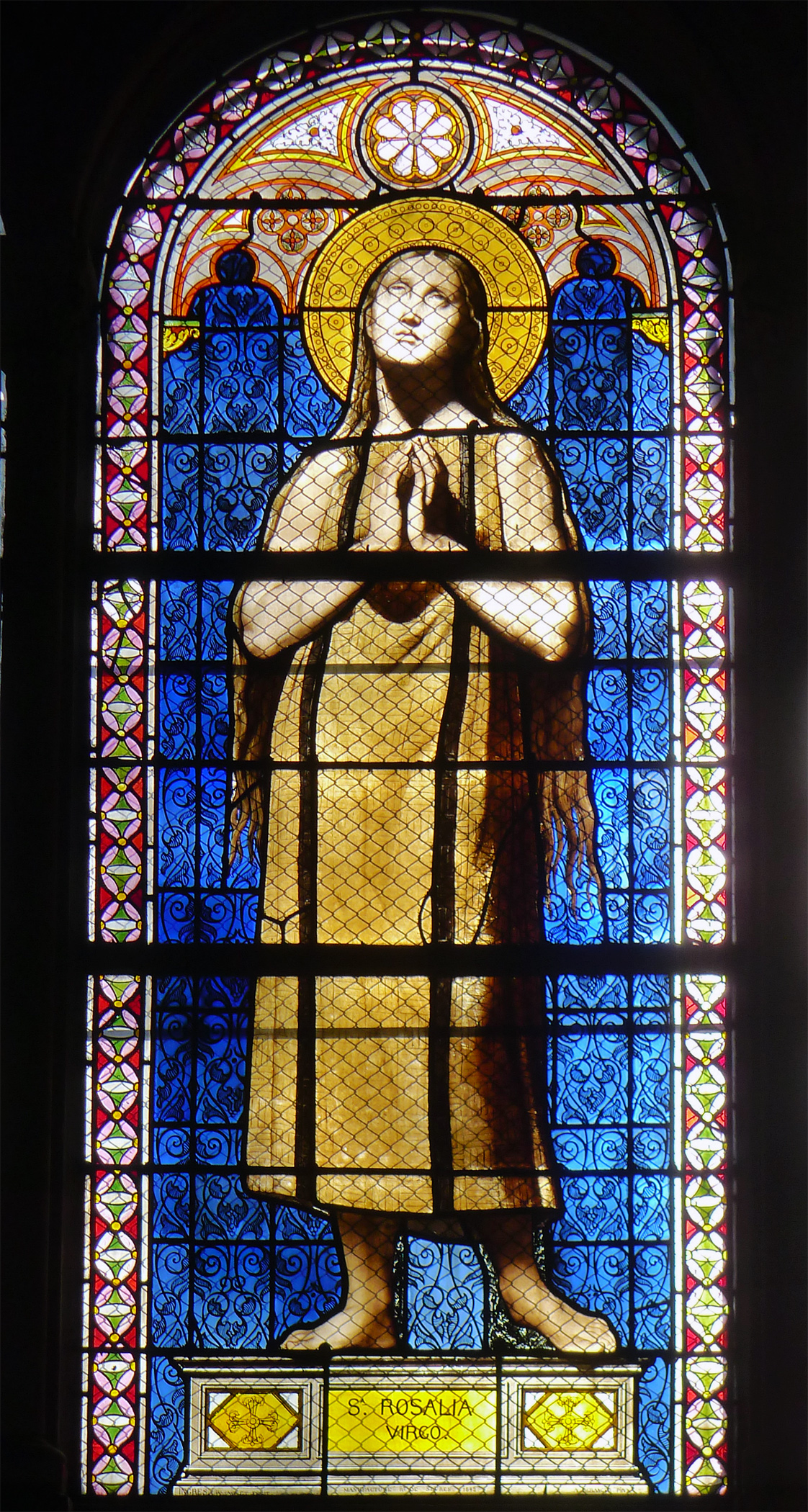
Sainte Rosalie.
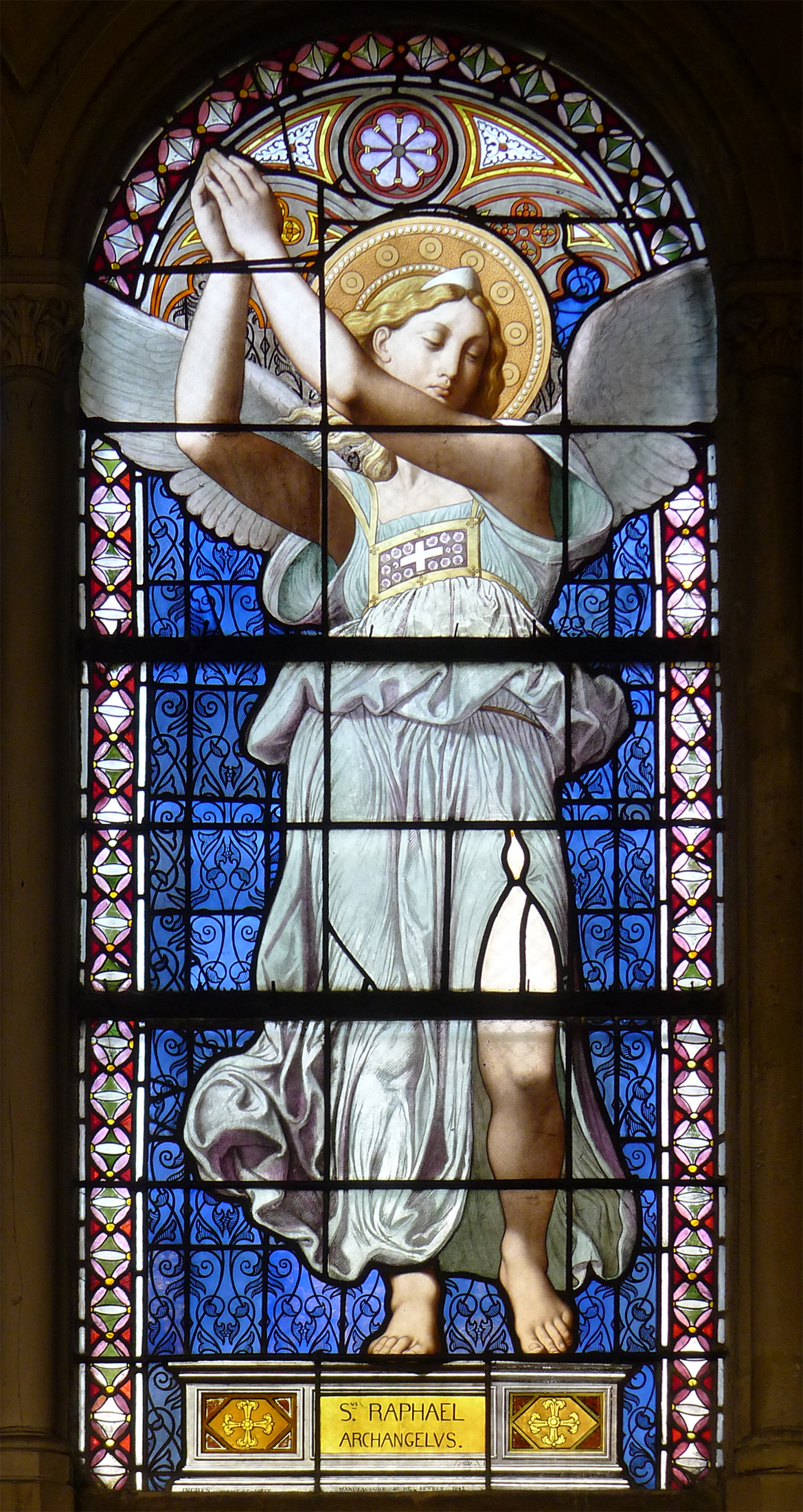
Archange Raphaël.
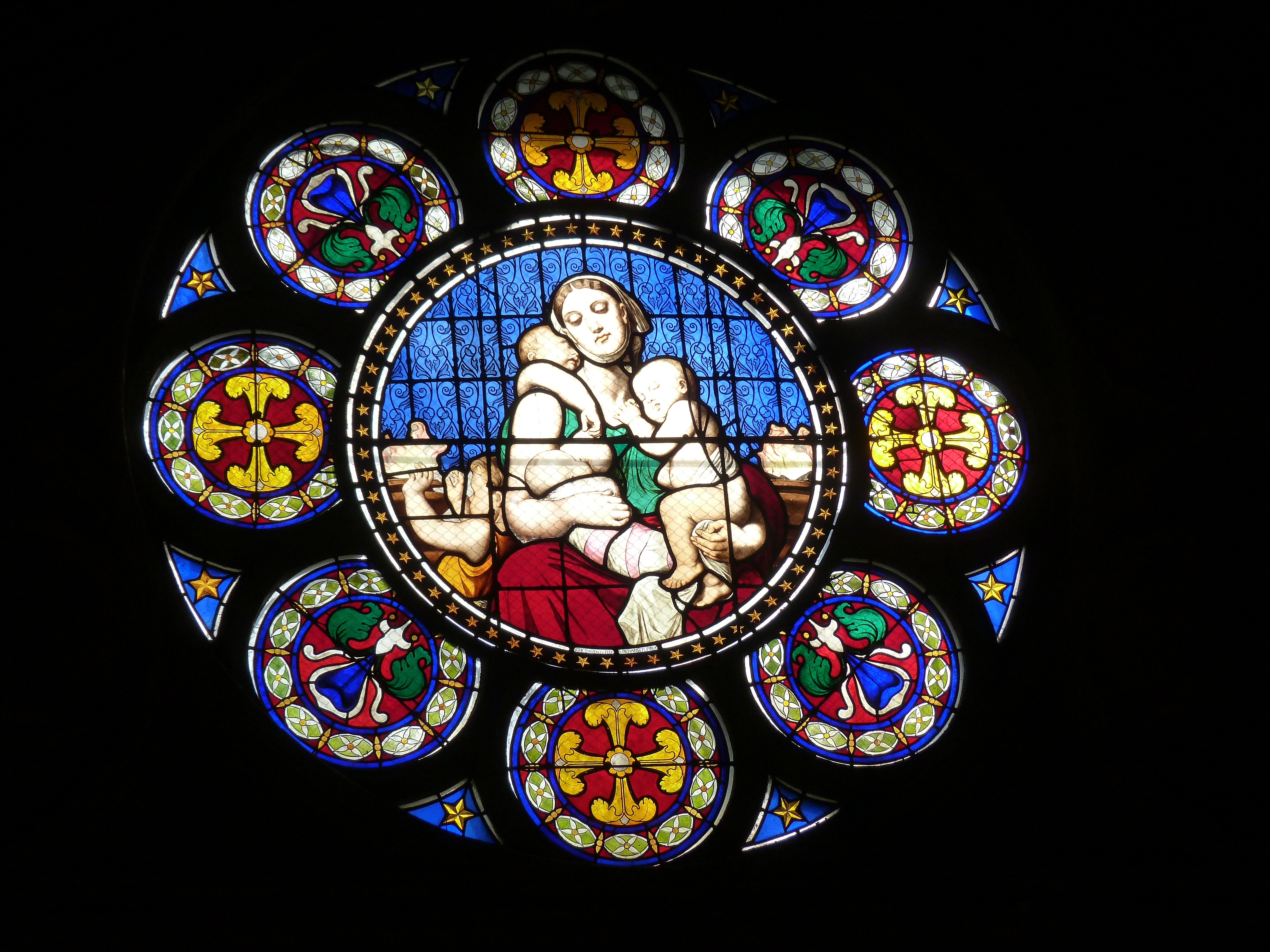
N.-D. de la Compassion (Ingres).
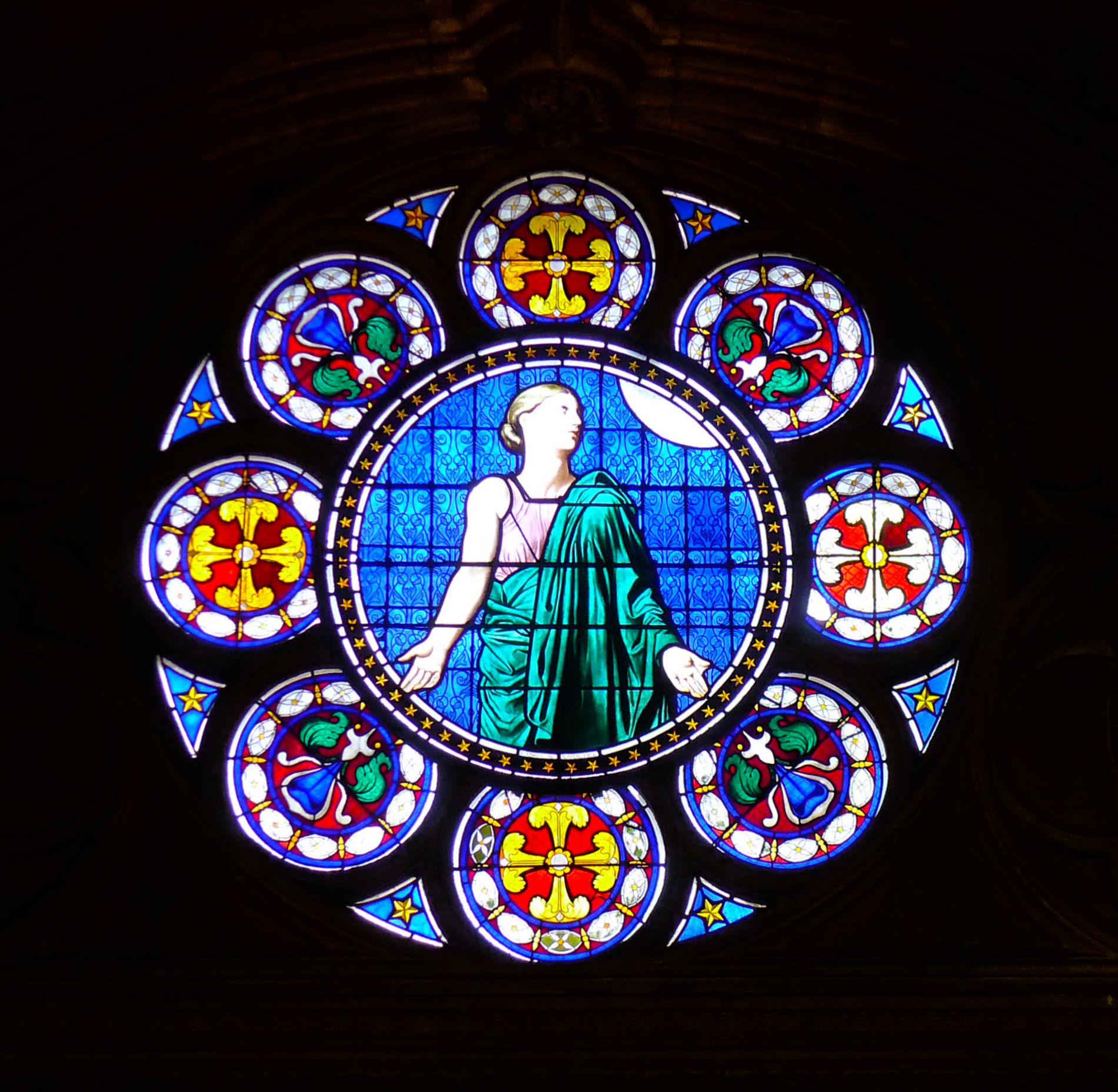
Autre rosace.